# Sotnia UPA U-4

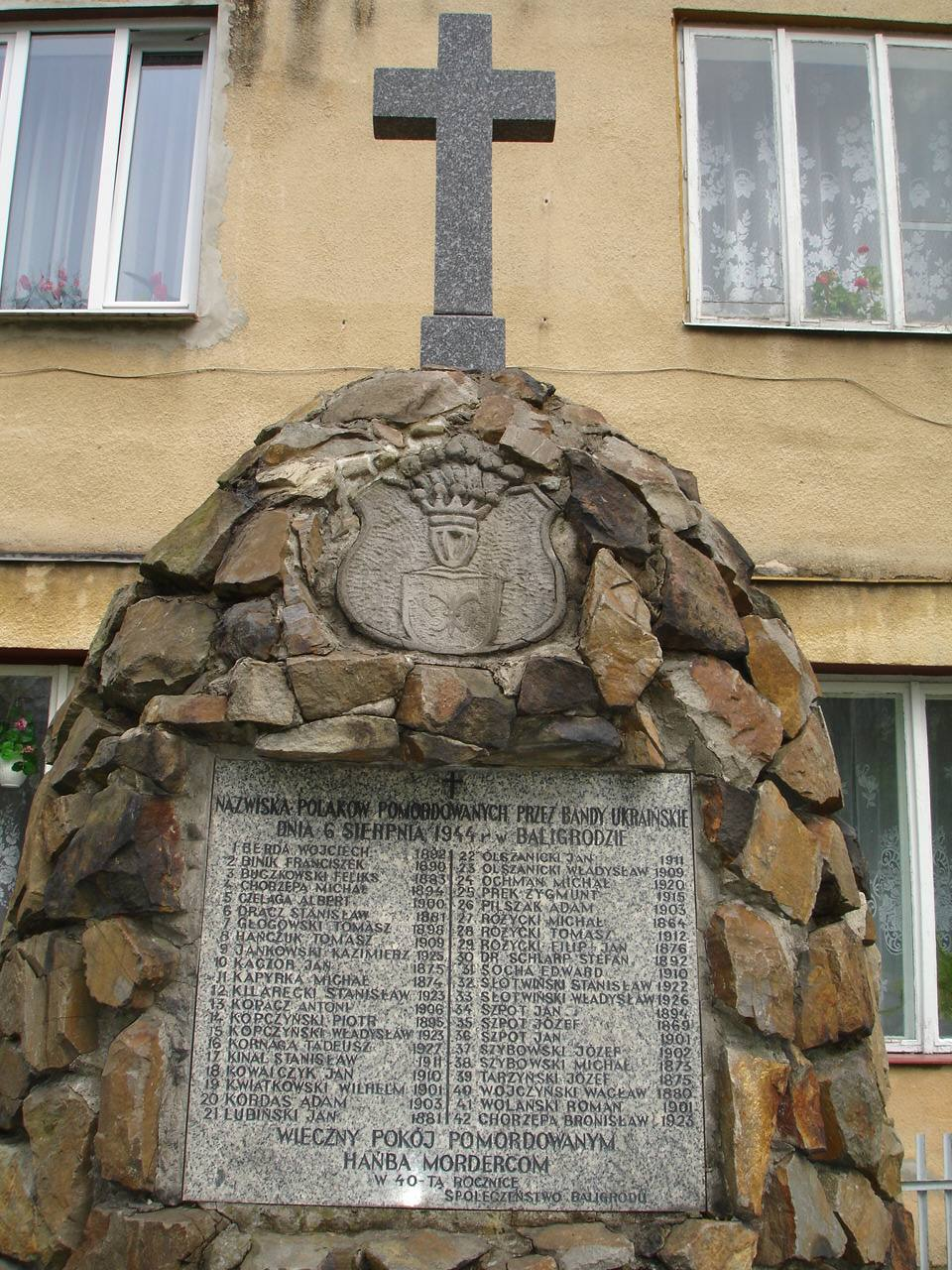
Nazwiska Polaków pomordowanych w Baligrodzie przez Sotnię „Burłaki”

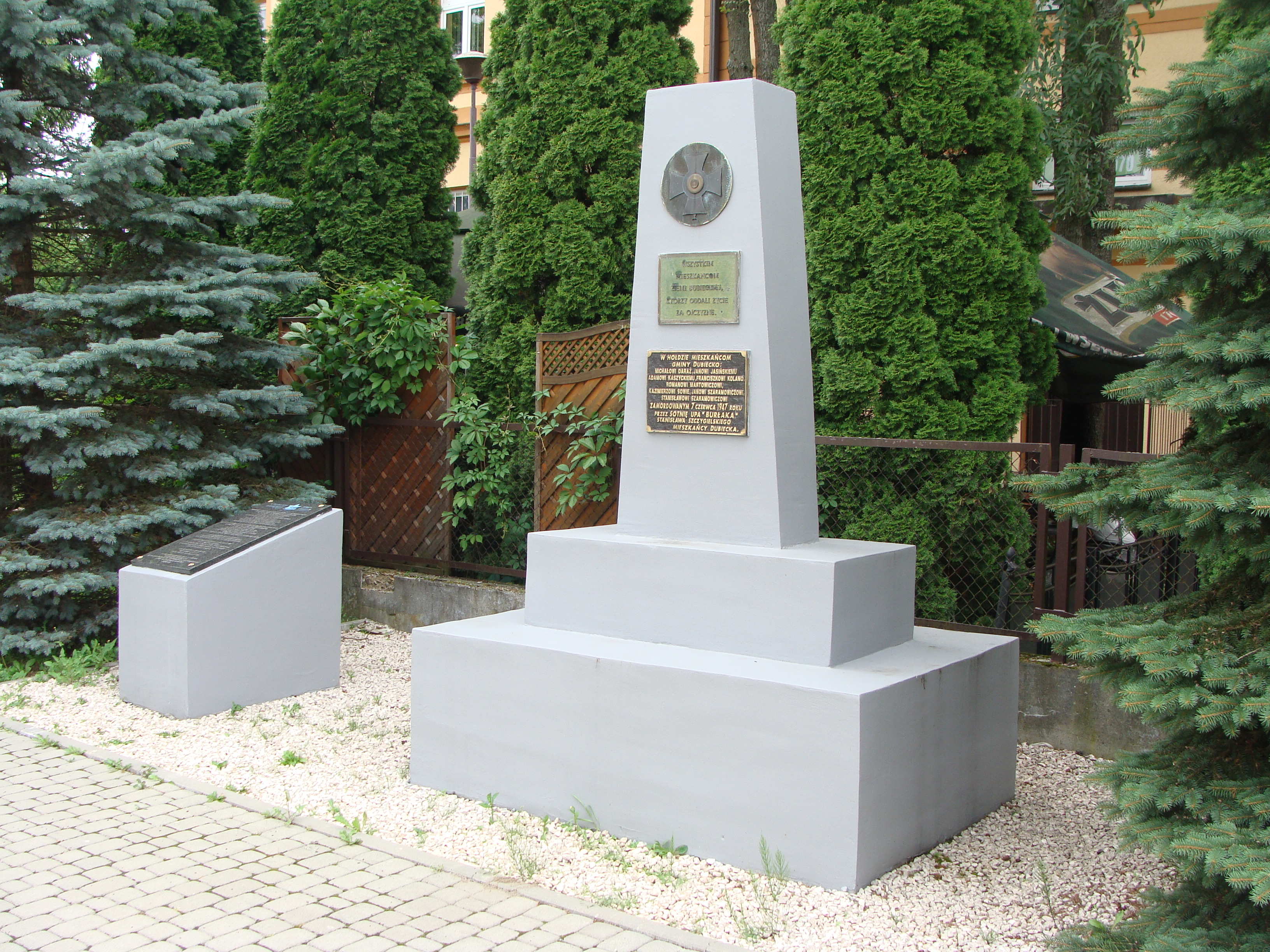
Pomnik ofiar sotni „Burłaki” w Dubiecku

Sotnia U-4 (sotnia „Burłaki”) – jedna z formacji UPA będąca częścią kurenia „Rena”, operująca na terenie Bieszczadów i Pogórza Przemyskiego od lata 1944 do 1951 roku, działająca w oparciu o zamieszkałą tam ludność ukraińską (głównie bojkowską) pod dowództwem Wołodymyra Szczygielskiego ps. „Burłaka”. Nosiła kryptonim „Udarnyki 4” (94a).
Sotnia ta została utworzona latem 1944 roku w Bieszczadach. W sotni znaleźli się głównie członkowie Ukraińskiej Policji Pomocniczej z okolicznych posterunków. 6 sierpnia 1944 roku sotnia ta zamordowała w Baligrodzie 42 Polaków. 19 października 1944 roku brała udział w ataku na Perehińsko w Karpatach Wschodnich. Od wiosny 1945 roku sotnia „Burłaki” pacyfikowała wsie polskie na Pogórzu Przemyskim. W sierpniu 1945 sotnia została rozformowana, a żołnierze wcieleni do Samoobronnych Kuszczowych Widdiłów (SKW). Po rozpoczęciu przesiedleń na Ukrainę będących wynikiem polsko-ukraińskiego porozumienia o wymianie ludności we wrześniu 1945, sotnię odtworzono.
11 grudnia 1945 sotnia „Burłaki” podjęła próbę uwolnienia jeńców (głównie niemieckich) z obozu w Nehrybce koło Przemyśla. Akcja zakończyła się niepowodzeniem, głównie z powodu odmowy opuszczenia obozu przez jeńców.
10 września 1946 sotnia zaatakowała Witryłów i Temeszów.
Zbrodnie popełnione przez sotnię w Polsce to napad na Birczę 22 października 1945 roku, Korzeniec, Starą Birczę oraz bestialskie wymordowanie mieszkańców Pikulic.
21 czerwca 1947 roku sotnia przekroczyła granicę polsko-czechosłowacką, próbując przebijać się na Zachód. Sotnia stoczyła kilkanaście zwycięskich potyczek z armią czechosłowacką, docierając w rejon Małej Fatry. 16 sierpnia 1947 roku sotnia została podzielona na 7 grup, które miały działać samodzielnie. Część grup przebiła się do Austrii, natomiast sam „Burłaka” poddał się 3 września 1947 roku, a w 1948 roku został wydany władzom polskim i stracony.